# Trapanazione del cranio

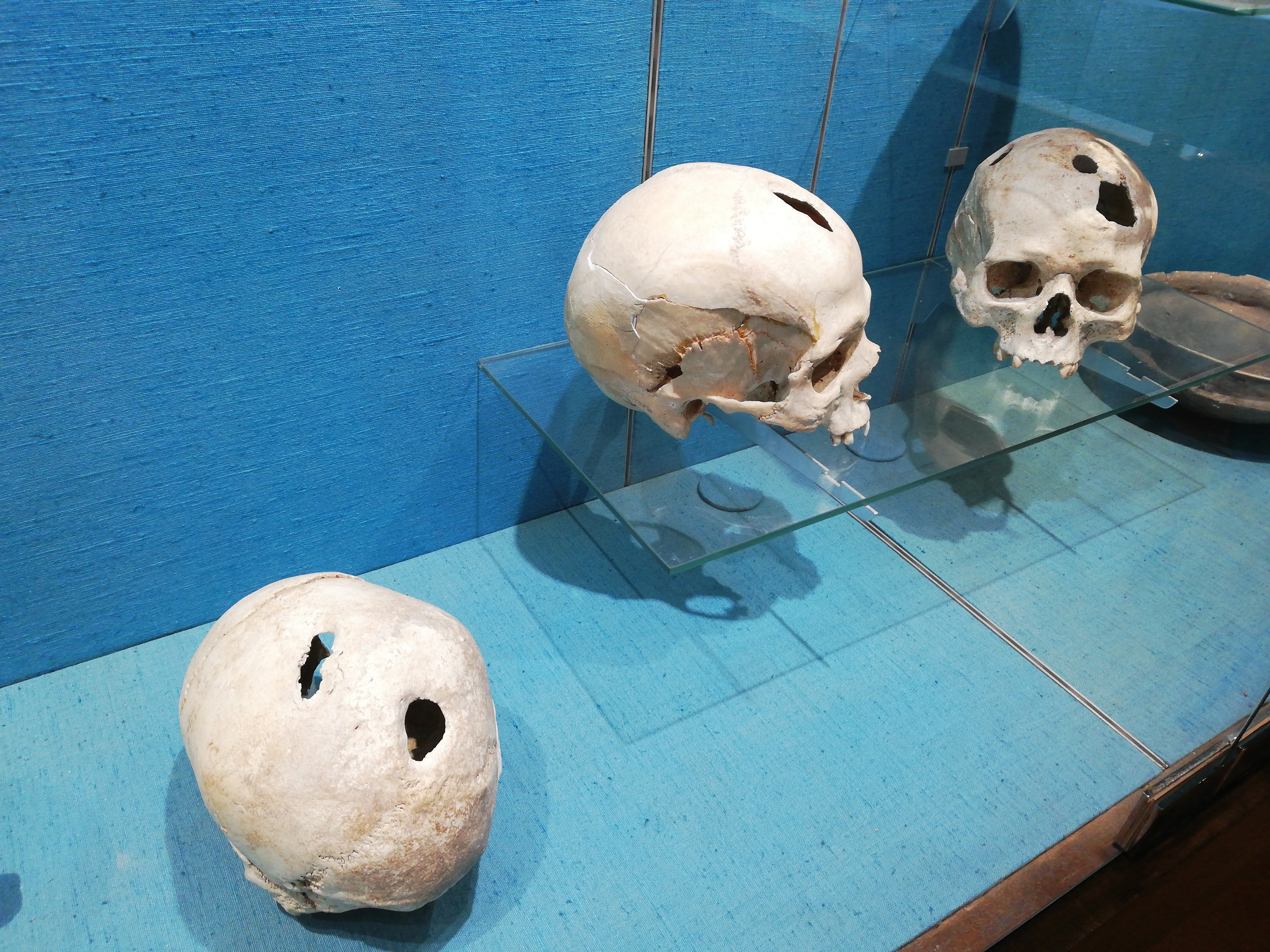
Esempi di trapanazione del cranio dell'età del bronzo da Comps-sur-Artuby

La trapanazione del cranio è un tipo di intervento chirurgico in cui viene praticato un foro nel cranio mediante un trapano, andando a scoprire la dura mater al fine di trattare stenosi o ipertensione endocranica.
Nell'antichità questa tecnica veniva applicata a persone dal comportamento ritenuto anormale, con l'obiettivo di far fuoriuscire quelli che credevano essere spiriti maligni. Tracce di trapanazione sono state rinvenute in resti umani dal Neolitico in poi: pitture rupestri fanno intuire che fosse credenza comune che i fori potessero curare crisi epilettiche, emicranie e disturbi mentali, oltre che fungere da operazione chirurgica d'urgenza per il trattamento di ferite al cranio. La tradizione voleva che le ossa trapanate fossero indossate come amuleto per tenere lontani gli spiriti.

## Preistoria
La trapanazione è probabilmente la più antica tecnica chirurgica che possiamo riscontrare nei reperti archeologici e in certe zone potrebbe essere stata particolarmente diffusa: in un antico cimitero francese, datato 6500 a.C., sono stati riscontrati fori in quaranta crani su un totale di centoventi. Molti pazienti preistorici e premoderni hanno segni di guarigione della ferita, lasciando ipotizzare che siano sopravvissuti all'intervento, mentre un altro cranio trapanato è stato rinvenuto a Chalaghantepe (Aghdam) e datato V millennio a.C. Oltre 1500 crani trapanati nel periodo del Neolitico (dal 5 al 10% di tutti i crani dell'età della pietra) sono stati scoperti in tutto il mondo, tra Europa, Siberia, Cina e Americhe, e la maggioranza dei crani apparteneva a maschi adulti, sebbene non manchino esempi di donne o bambini. Reperti suggeriscono che la trapanazione venisse praticata anche per riportare in vita membri importanti dei gruppi di caccia creduti morti, tesi ritenuta compatibile con le credenze magiche neolitiche e la facilità con la quale potessero ricevere ferite alla testa durante la caccia.

## America precolombiana

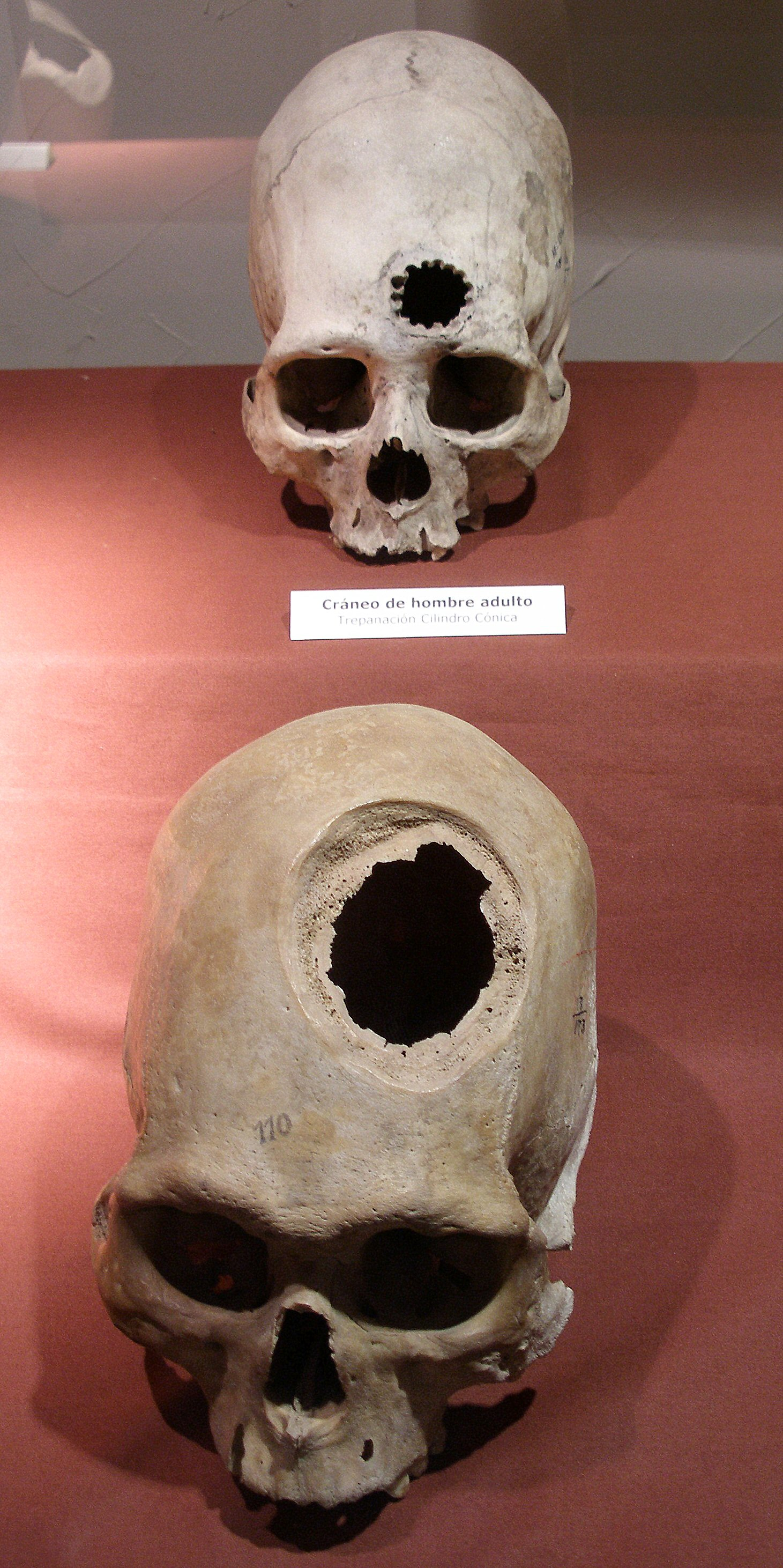
Trapanazione su crani Inca

Esempi di trapanazioni e altri tipi di tecniche di deformazione del cranio sono presenti in reperti del periodo precoloniale americano, come resti di crani, opere iconografiche e descrizioni del periodo postcoloniale. Queste prove sono state trovate generalmente nell'impero Inca e in culture antecedenti, come la cultura Ica e Muisca, mentre in modo minore tra le civiltà mesoamericane. I reperti archeologici mesoamericani inoltre sono spesso resi più complicati da interpretare a causa della tradizione di operare sul cranio dopo la morte del soggetto, spesso per ricavare "teschi-trofeo" dai prigionieri o dai nemici, tradizione illustrata largamente nell'arte pre-Colombiana.
Il primo studio relativo alla trapanazione cranica risale al XIX secolo, con campioni rinvenuti nelle montagne Tarahumara dall'etnografo norvegese Carl Lumholtz. Studi successivi documentano casi relativi a siti in Oaxaca e nel Messico centrale, in luoghi come Tilantogo e il principale sito zapoteca nel Monte Alban. Due reperti rinvenuti nelle abitazioni della cultura Tlatilco (1400 a.C.) indicano che la pratica ha una lunga tradizione. Uno studio effettuato su dieci cimiteri comuni del periodo tardo classico sul Monte Alban ha messo in luce come la trapanazione sia stata effettuata non con scopi terapeutici; le numerose tecniche utilizzate e il fatto che alcune persone avessero ricevuto più trapanazioni hanno fatto concludere che essa fosse stata eseguita sperimentalmente. Non sono state rinvenute tracce di perforazione nei reperti provenienti dalla regione Maya, ma sembra che alcuni Maya pre-Colombiani abbiano utilizzato una tecnica abrasiva per assottigliare il retro del cranio e in qualche caso perforarlo.

## Europa premoderna
La trapanazione è stata praticata anche nel periodo classico e rinascimentale. Ippocrate ha fornito indicazioni specifiche della procedura e della sua evoluzione durante l'età Greca, così come Galeno. Nel Medioevo e nel Rinascimento la trapanazione è stata praticata contro numerose patologie, come convulsioni e fratture craniche. In Germania sono stati rinvenuti otto crani con segni di trapanazione effettuata tra il VI e l'VIII secolo, e la presenza di segni di rimarginazione in sette di essi fa pensare che il tasso di sopravvivenza all'operazione fosse alto. Nei cimiteri magiari gli archeologi hanno rinvenuto una percentuale sorprendentemente alta di crani con trapanazioni (12,5%), sebbene per quasi il 90% dei casi solo parziale (probabilmente per motivi rituali). La trapanazione veniva effettuata solo sugli adulti, a prescindere dal sesso e maggiormente in età e stato sociale avanzati. Questa pratica è scomparsa improvvisamente con l'ingresso nell'Era Cristiana.

## Pratiche mediche moderne
La leucotomia prefrontale, antenata della lobotomia, era eseguita trapanando il cranio, inserendo uno strumento e distruggendo parti del cervello.
La trapanazione è un trattamento utilizzato negli ematomi epidurali e subdurali e per consentire altre tecniche neurochirurgiche, come il controllo della pressione intracranica. Questa tecnica è chiamata nella chirurgia moderna craniotomia e craniectomia se l'osso non viene ricostituito.

## Trapanazione volontaria
La pratica della trapanazione continua attualmente a causa della credenza pseudoscientifica in vari benefici medici. Alcuni sostenitori giustificano la pratica attraverso ricerche recenti che evidenziano un incremento del flusso sanguigno a seguito della trapanazione, altri la praticano a fini psicologici.
Un esponente di spicco della visione contemporanea è Peter Halvorson, che si è praticato un foro nella parte frontale del suo cranio per aumentare il volume sanguigno. Un altro dei principali sostenitori della trapanazione è il bibliotecario olandese Bart Huges, che nel 1965 si è praticato un foro nel cranio utilizzando un trapano odontoiatrico. Huges sostiene che la trapanazione aumenta l'afflusso di sangue al cervello e stimola il metabolismo cerebrale in una maniera simile ai vasodilatatori cerebrali come la Ginko biloba. Queste ipotesi non sono sostenute da ricerche. Huges sostiene che i bambini abbiano uno stato di coscienza più elevato e dal momento che il cranio dei bambini non si è ancora totalmente saldato è possibile ritornare ad uno stato di coscienza infantile praticandosi la trapanazione. Inoltre, lasciando al cervello la possibilità di pulsare liberamente si evidenzierebbero ulteriori benefici.
Lo scrittore Joey Mellen ha tentato due volte la trapanazione con la sua compagna Amanda Feilding e il secondo tentativo lo ha costretto ad una ospedalizzazione, dove è stato sottoposto a valutazione psichiatrica; ritornato a casa, ha terminato il lavoro. In seguito ha filmato la trapanazione della sua compagna per il cortometraggio "Heartbeat in the Brain".
Nel 2000 due cittadini dello Utah sono stati processati per aver svolto pratiche mediche non autorizzate dopo aver trapanato il cranio di una donna inglese per trattare la sua sindrome da affaticamento cronico e depressione.

## Nella cultura di massa
La pratica della trapanazione del cranio è al centro degli eventi trattati nel manga Homunculus di Hideo Yamamoto.
L'episodio pilota della serie animata Le tenebrose avventure di Billy e Mandy intitolato The trepanation of the skull and you, vede i due protagonisti trapanarsi il cranio credendo di poter in questo modo alleviare la pressione cerebrale.